# Jeanne d'Arc (pel·lícula)
Jeanna d'Arc és una pel·lícula muda francesa de 1900 dirigida per Georges Méliès, basada en la vida de Joana d'Arc.

## Argument
Al poble de Domrémy, la jove Joana rep la visita de Sant Miquel, Santa Caterina i Santa Margarida, que l'exhorten a lluitar pel seu país. El seu pare Jacques d'Arc, la mare Isabelle Romée i l'oncle li demanen que es quedi a casa, però ella els abandona i viatja a Vaucouleurs, on es troba amb el governador, el capità Robert de Baudricourt. Baudricourt inicialment menysprea els ideals de Joan, però el seu zel finalment el guanya, i ell li dona autoritat per dirigir els soldats francesos. Joana i el seu exèrcit condueixen una processó triomfal a Orleans, seguida d'una gran multitud. A continuació, a la catedral de Reims, Carles VII és coronat rei de França.
Al setge de Compiègne, Joana és feta presonera mentre el seu exèrcit intenta assaltar el castell. A la presó, la Joana té un altre somni en què torna a veure les seves visions. Portada a interrogatori, Joana es nega a signar una retractació, i és condemnada com a heretge. Al mercat de Roan, Joan és cremada a la foguera. El transportador de llenya a l'execució, que porta combustible per a la crema, mor a l'acte pels fums. En una escena final d'apoteosi, Joana puja al cel, on és rebuda per Déu i els sants.

## Repartiment
- Jeanne Calvière com a Joana d'Arc.[1] Calvière, palafrenera al Cirque d'Hiver, va ser contractada per a aquesta pel·lícula i va romandre entre el nucli d'actors de Méliès durant diversos anys després.[2]
- Georges Méliès en set papers: el pare de Joana; l'oncle de Joana; Robert de Baudricourt; un captaire a la processó d'Orleans; un soldat al setge de Compiègne; un dels carcellers de la Joana; i el portador de llenya a l'execució.[3]
- Jehanne d'Alcy en tres papers: la mare de Jeanne; una dama a Vaucouleurs; i una dama a Orleans.[3]

## Producció
La pel·lícula es va fer a la primavera de 1900. Va ser la primera de les pel·lícules de Méliès a superar els 200 metres de durada, i la segona (després de la seva Cendrillon l'any anterior) a utilitzar canvis d'escenari, amb dotze decorats emprats i el mateix nombre d'escenes, o quadres, anunciats. (Es va anunciar que la Cendrillon tenia vint quadres, però només es va filmar en sis platós; aquesta divisió d'escenes llargues en segments més petits amb finalitats publicitàries es convertiria en la pràctica estàndard de Méliès. Jeanne d'Arc, en canvi, s'anunciava amb dotze escenes, una per plató.) L'artista Charles Claudel, que també va repintar l'interior del Théâtre Robert-Houdin l'any 1901 seguint els dissenys de Méliès, va ser el pintor de decorat de la pel·lícula. El càmera era Leclerc, que també va treballar per a Méliès com a pianista al Théâtre Robert-Houdin.
L'escenari de Méliès per a la pel·lícula emfatitza molt la condició de Joana com a heroïna nacional de França i màrtir del poble francès; la primera escena, en la qual entra Joana conduint un ramat d'ovelles, prefigura el seu eventual lideratge de l'exèrcit francès. L'escena final, amb l'entrada triomfal de Joana al cel i la seva trobada amb Déu, suggereix la idoneïtat de Joana per a la santedat catòlica. (Joana d'Arc va ser beatificada per l'Església el 1909 i canonitzada el 1920.)
La major part de la pel·lícula es posa en escena amb l'estil teatral habitual de Méliès, amb una càmera estacionària que mira l'acció des de lluny, en un pla llarg, com si visualitzés un espectacle escènic des d'un seient del públic. Tanmateix, la vuitena escena, el setge de Compiègne, destaca per un efecte visual d'aspecte més modern: en aquesta escena, els actors s'apropen molt més a la càmera, a la distància d'un pla mitjà. Aquest és el segon exemple, entre les pel·lícules existents de Méliès, d'experiments amb plans mitjans; la primera s'havia produït l'any anterior a Bagarre entre jornalistes, una entrega de la sèrie de Méliès L'affaire Dreyfus.
Un anunci de la pel·lícula afirma que es poden veure "gairebé 500 persones" a la gran desfilada d'Orleans, un efecte creat pel fet que un grup de persones de mida mitjana creua la pantalla d'esquerra a dreta, recorre el costat nord de l'estudi i torna a entrar, repetint el cicle diverses vegades per simular una multitud molt més gran.

## Estrena i supervivència
Jeanne d'Arc va ser estrenada per Star Film Company de Méliès i està numerada del 264 al 275 als seus catàlegs, on es va anunciar com a pièce cinématographique à grand spectacle en 12 tableaux. Com ha assenyalat l'estudiós cinematogràfic Jacques Malthête, les descripcions de Méliès de la pel·lícula en material publicitari mai esmenten que els enemics de Joan són anglesos; aquesta omissió es produeix no només en els materials en llengua anglesa (on es podria pensar que esmentar el conflicte amb el francès era perjudicial per a les vendes), sinó també en els francesos (on l'omissió és menys comprensible).
La pel·lícula va ser el segon gran èxit cinematogràfic de Méliès (després de Cinderella). Es va mostrar àmpliament a França, i també es va exposar en altres llocs, incloent-hi Mont-real i L'Havana. A Anglaterra, la pel·lícula va ser distribuïda per la Warwick Trading Company, que es va ocupar de les estrenes angleses de les pel·lícules de Méliès fins al 1902. Als Estats Units, la Edison Manufacturing Company va vendre impressions duplicades il·legalment de la pel·lícula. La pirateria cinematogràfica estatunidenc es va convertir en un problema per a Méliès, sobretot després de l'èxit de la seva pel·lícula de 1902, molt piratada, Le Voyage dans la Lune, que el 1903 va obrir una sucursal americana de la seva empresa a Nova York, sota la direcció del seu germà Gaston Méliès, per a una protecció addicional dels drets d'autor.
La pel·lícula es va creure perduda fins a l'any 1982, quan el col·leccionista René Charles va descobrir una impressió pintada a mà amb la primera escena desapareguda.